# بنادر
بنادر هي منطقة إدارية تقع في جنوب شرق الصومال. وهي تغطي نفس مساحة العاصمة مقديشو. يحدها من الشمال الغربي نهر شبيلي، ومن الجنوب الشرقي المحيط الهندي. وعلى الرغم من أنها أصغر منطقة إدارية في الصومال على الإطلاق، إلا أنها تضم أكبر عدد من السكان، حيث يقدر عددهم بـ 1,650,227 (بما في ذلك 369,288 نازحًا داخليًا) في عام 2014.
اختلف النطاق الإقليمي ونطاق مصطلح بنادر من حيث التعريف عبر تاريخها، حيث امتد استخدام بنادر في العصور الوسطى إلى مساحات شاسعة من الساحل المتاخمة لمقديشو تمتد إلى مئات الأميال. خلال الفترة الحديثة المبكرة، تم توسيع المصطلح ليشمل المناطق التي تصل إلى الداخل، تقريبًا في منتصف الطريق نحو منطقة هيرشبيلي، في الفترة المعاصرة، هناك استخدام غير قياسي في بعض الأحيان حيث يتم استخدام "بنادر" بشكل خاطئ بالتبادل مع مدينة مقديشو. تقع بلدية بنادر إلى الشمال على الحدود مع هيرشبيلي وإلى الجنوب الغربي المتاخمة للجنوب الغربي، وتتميز بكونها المنطقة الإدارية الصومالية الوحيدة التي تعمل كبلدية ومنطقة إدارية.

## التقسيم الإداري
تنقسم المحافظة لـ17 مقاطعة هي أحياء في العاصمة مقديشو:
- مقاطعة عبد العزيز
- مقاطعة بونطيري
- مقاطعة دينيلي
- مقاطعة حمر ججب
- مقاطعة حمروين
- مقاطعة هودن
- مقاطعة هولوداج
- مقاطعة هوريوا
- مقاطعة طركينلي
- مقاطعة كاران
- مقاطعة شنغاني
- مقاطعة شيبس
- مقاطعة وابري
- مقاطعة ودجر
- مقاطعة ورتا نبدا
- مقاطعة ياقشيد